# Grande Rivière (rivière Ouelle)
Pour les articles homonymes, voir Grande Rivière.
La Grande Rivière est affluent de la rivière Ouelle laquelle se déverse sur la rive sud du fleuve Saint-Laurent, dans la province de Québec, au Canada.
La Grande Rivière coule successivement dans les municipalités régionales de comté (MRC) de :
- L'Islet (région administrative de Chaudière-Appalaches) : municipalités de Sainte-Perpétue, Tourville et Saint-Damase-de-L'Islet ;
- Kamouraska (région administrative du Bas-Saint-Laurent) : municipalités de Saint-Onésime-d'Ixworth et Saint-Gabriel-Lalemant.

## Géographie
La Grande Rivière prend sa source au lac Fournier (longueur : 0,5 km ; altitude : 345 m) lequel est situé dans la municipalité de  Sainte-Perpétue au cœur des monts Notre-Dame. Cette source est située à 31,6 km au sud-est de la rive sud du fleuve Saint-Laurent, à 7,1 km au nord-est du centre du village de Sainte-Perpétue et à 8,3 km au sud du centre du village de Tourville.
À partir de sa source, la Grande Rivière coule sur 32,5 km en zones forestières, répartis selon les segments suivants :
Partie supérieure de la Grande Rivière (segment de 18,5 km)
- 3,0 km vers le Nord dans Sainte-Perpétue, jusqu'à la limite de Tourville ;
- 0,4 km vers le nord, dans Tourville ;
- 1,8 km vers le nord-est dans Sainte-Perpétue, jusqu'à la limite de Tourville ;
- 9,9 km vers le nord dans Tourville, jusqu'à la limite entre Saint-Damase-de-L'Islet ; à la toute fin de ce segment, La Grande Rivière recueille les eaux de la rivière du Rat Musqué (venant du sud) ;
- 3,4 km vers le nord, jusqu'à la confluence de la rivière Sainte-Anne ;

Partie inférieure de la Grande Rivière (segment de 14,0 km)
- 5,7 km vers le nord, jusqu'au pont routier ;
- 0,4 km vers le nord, jusqu'à la confluence de la rivière Chaude ;
- 6,6 km vers le nord dans Saint-Onésime-d'Ixworth, jusqu'à la limite de Saint-Gabriel-Lalemant ;
- 1,3 km vers l'ouest, en formant une boucle vers le nord dans Saint-Gabriel-Lalemant, jusqu'à sa confluence.

La confluence de la rivière est située dans la municipalité de Saint-Gabriel-Lalemant, tout près de la limite de Saint-Onésime-d'Ixworth. Cette confluence est à 3,5 km au sud du centre du village de Saint-Gabriel-de-Kamouraska, 8,6 km à l'est du centre du village de La Pocatière, à 6,5 km au sud du centre du village de Saint-Pacôme. Cette confluence est située à 2,2 km en amont du pont du chemin du Village, dans le hameau Canton-des-Roches.
La Grande Rivière est canotable.

## Toponymie
Le toponyme La Grande Rivière a été officialisé le 5 décembre 1968 par la Commission de toponymie du Québec.